# Overengineering
Unter Overengineering (auch Over-Engineering) wird die Erstellung eines Produktes oder einer Dienstleistung mit mehr Aufwand und/oder in höherer Qualität verstanden, als dies vom Kunden gewünscht ist. Oft übersteigen die Kosten für das fertige Produkt daher die Zahlungsbereitschaft des Kunden. Es gibt mehrere mögliche Auslöser für Overengineering.

## Ursachen und Auswirkungen
Einerseits kann übertriebener Perfektionismus bei der Herstellung des Produkts eine Ursache darstellen. Das Produkt wird dabei in einer höheren Qualität oder mit zusätzlichen Funktionen abgeliefert, was zu höheren Kosten bei der Herstellung führt.
Andererseits erhöhen aber auch die zusätzlich integrierten Funktionen die Komplexität und damit die Fehlerwahrscheinlichkeit des Produkts, so dass die Qualität negativ beeinflusst werden kann.

## Kundenbedürfnisse
Daneben wird Overengineering auch durch fehlendes Wissen über die Kundenbedürfnisse ausgelöst. „Ein Produkt ist nur so gut, wie der Kunde es bewertet. Doch die Kunden werden häufig nicht einmal gefragt.“ Studien und Marktforschungen können hierbei die von der Zielgruppe wahrgenommenen Aspekte eines Produktes beziehungsweise einer Dienstleistung aufdecken, die letztlich zu einer Kaufentscheidung führen. Diese Kundenanforderungen können wiederum in die zielgerechte Erstellung der Produkte und Dienstleistungen einfließen, um Overengineering effektiv zu vermeiden.
Overengineering ist zudem mit längeren Entwicklungszeiten verbunden. Dies bietet der Konkurrenz die Chance, ihre Produkte, die besser auf die Kundenwünsche ausgerichtet sind und weniger nicht benötigte Leistungsmerkmale aufweisen, zu einem früheren Zeitpunkt und zu einem besseren Preis am Markt zu platzieren.